# Leopold Stein (Rabbiner)

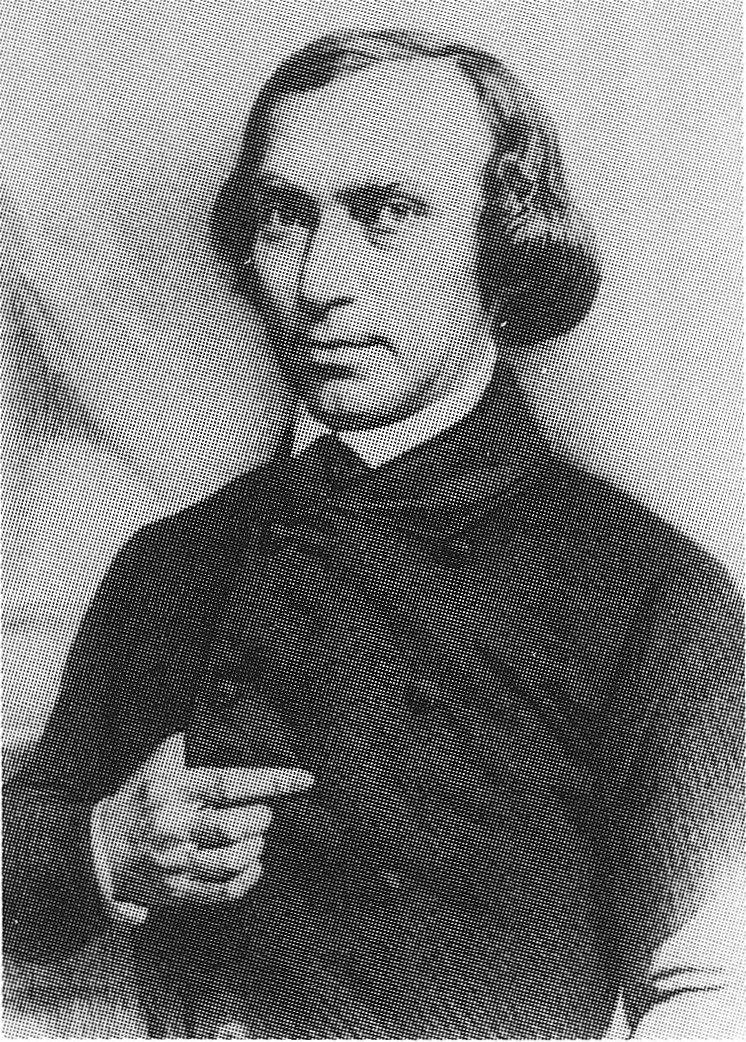
Porträt Leopold Steins um 1850

Leopold Stein (geboren am 5. November 1810 in Burgpreppach; gestorben am 2. Dezember 1882 in Frankfurt am Main) war ein deutscher Rabbiner und Schriftsteller.

## Leben und Werk
Leopold Stein war der Sohn des Distriktsrabbiners Abraham Stein und seiner Ehefrau Gella Sußmann. Er besuchte die Elementarschule in Adelsdorf und studierte an der Jeschiwa in Fürth. 1831 begann er ein geisteswissenschaftliches Studium an der Universität Würzburg, das er mit der Promotion zum Dr. phil. abschloss. Von 1835 bis 1843 war er Rabbiner in Altenkunstadt und Burgkunstadt. Von dort erhielt er 1843 einen Ruf nach Frankfurt am Main, wo er Stellvertreter des Oberrabbiners Salomon Abraham Trier werden sollte.
Stein gehörte zu den gemäßigten Vertretern der jüdischen Reformbewegung. Daher weigerte sich Trier, der zum orthodoxen Flügel gehörte, ihm die Glaubensprüfung abzunehmen, eine für die Einstellung notwendige Voraussetzung. Daraufhin enthob der Senat der Freien Stadt Frankfurt Stein auf Wunsch des Gemeindevorstandes von der Pflicht zur Glaubensprüfung und bestätigte ihn ohne Prüfung in seinem Amt. Dies führte zu einer Spaltung der israelitischen Gemeinde: Oberrabbiner Trier trat aus Protest zurück und Amschel Mayer Rothschild kündigte seine Zusage, den Bau einer neuen Hauptsynagoge mit 250000 Gulden zu unterstützen. 1849 trennte sich die orthodoxe Vereinigung von der israelitischen Gemeinde und berief 1851 mit Samson Raphael Hirsch einen eigenen orthodoxen Rabbiner.
Stein vertrat weiterhin einen entschiedenen Reformkurs. An der Revolution von 1848 hatte sich der überzeugte Demokrat mit engagierten Reden beteiligt. In der Frankfurter Gemeinde betrieb er gegen den Widerstand eines weiterhin starken orthodoxen Flügels in der israelitischen Gemeinde vor allem den Neubau der 1711 erbauten, noch den beengten Verhältnissen der ehemaligen Judengasse entstammenden Hauptsynagoge. 1854 erreichte er ihren Abriss. An ihrer Stelle entstand 1855 bis 1860 ein repräsentativer Neubau. Die Innenausstattung der neuen Hauptsynagoge entsprach den liturgischen Besonderheiten der Reformbewegung. So gab es beispielsweise eine Kanzel und eine Orgel.
Bei der feierlichen Eröffnung am 23. März 1860 hielt Stein in Anwesenheit der beiden Bürgermeister und des Senats der Freien Stadt Frankfurt die Festrede. Darin betonte er, dass die neue Synagoge ein Symbol für die Verbundenheit der israelitischen Gemeinde mit der alten Religion und für die Zugehörigkeit zur deutschen Nation sei. Aufgrund dieser Rede kam es zu einem Eklat im Gemeindevorstand. Nach einer Kontroverse trat Stein 1861 enttäuscht von seinem Amt als Rabbiner zurück.
Nach seinem Rücktritt gründete er eine jüdische Erziehungsanstalt für Mädchen und wurde 1869 Prediger der reformerisch gesinnten Westend-Union, einer Kongregation von deutsch-amerikanischen Juden. 1872 trat er aus Gesundheitsgründen von diesem Amt zurück. Bereits 1867 trat er der Freimaurerloge „Zur Einigkeit“ bei.

### Werke
Neben Predigtsammlungen, theologischen Werken zur jüdischen Dogmatik und Ethik und einem 1858 erschienenen israelitischen Religionsbuch gab Stein zwei Wochenschriften heraus: Der israelitische Hauslehrer und Der Freitagsabend. Er verfasste u. a. die Dramen Die Hasmonäer (1859), Haus Ehrlich (1863) und Der Knabenraub von Carpentras (1863). 1866 bis 1868 gab er die zweibändigen Bilder aus dem altjüdischen Familienleben des Frankfurter Malers Moritz Daniel Oppenheim heraus.